# オットー・シュテルン
オットー・シュテルン（英語ではオットー・スターン、Otto Stern, 1888年2月17日 — 1969年8月17日）は、ドイツ生まれのアメリカの物理学者。1943年のノーベル物理学賞受賞者である。1933年にナチス政権にハンブルク大学教授の地位を追われた後、アメリカに渡った。

## 経歴
1912年にブレスラウ大学（現ポーランドのヴロツワフ大学）を卒業し、プラハ大学で、アインシュタインに会い、アインシュタインとともにチューリッヒ工科大学に移った。1914年から1921年までフランクフルト大学で教授資格を取り、1921年からロストック大学教授、1923年からハンブルク大学の物理化学の教授を歴任した。
初期の研究は理論物理学の分野であったが1919年ごろから実験物理学の分野に移り原子線、分子線の実験方法の開発を行った。1922年に発表されたシュテルン＝ゲルラッハの実験などが有名である。1924年、帯電した電極近傍における電気二重層について、電極表面への「イオンの最接近距離」という条件を課し、「有限サイズの分子層」という着想を、論文で発表した。(O. Stern, Z. Elektrochem. 30, 508 (1924).)
1933年アメリカに渡りカーネギー工科大学教授となり、1945年に引退するまで同研究所で研究した。1933年に陽子の磁気モーメントの測定を行い、1943年にノーベル物理学賞を受賞した。
のちに、彼はカリフォルニア大学バークレー校名誉教授となった。